# Der Erbe der van Diemen
Der Erbe der van Diemen è un film muto del 1921 diretto da Bruno Ziener e prodotto da Erich Pommer per la Decla-Bioscop.
Il film è conosciuto anche con il titolo Der Erbe der van Diemen. Das rätselhafte Testament.

## Produzione
Il film fu prodotto dalla Decla-Bioscop AG.

## Distribuzione
Distribuito dalla Decla-Bioscop AG, il film fu presentato al Decla-Lichtspiele Unter den Linden di Berlino il 15 aprile 1921.